# Petit Khabur
El Petit Khabur o Khabur al-Hasaniya és un riu de Turquia i l'Iraq que neix a les muntanyes d'Armènia al sud de llac Van i a l'oest d'Úrmia. Passa per les cadenes muntanyoses de Djabal Harbal al nord i Zakha Dagh al sud (on hi ha la vila de Zakho a l'Iraq). Passa per Hasan Agha, antiga al-Hasaniyya, i desaigua al Tigris entre Maghara i Mazra.